# Veta församling
Veta församling var en församling i Linköpings stift inom Svenska kyrkan. Församlingen ingick i Folkungabygdens pastorat och låg i Mjölby kommun i Östergötlands län. Församlingen utvidgades och namnändrades 1 januari 2018 till Vifolka församling.
Församlingskyrkor var Veta kyrka, Sya kyrka och Herrberga kyrka.

## Administrativ historik

Veta vapen.

Församlingen har medeltida ursprung.
Församlingen var åtminstone till 1540 moderförsamling i pastoratet Veta och Sya, sedan till 1962 moderförsamling i pastoratet Veta och Viby. Från 1962 till 2002 var församlingen moderförsamling i pastoratet Veta, Viby och Herreberga, för att från 2002 till 2014 ingå i Vifolka pastorat. Församlingen utökades 1 januari 2010 med Sya församling och Herrberga församling. Från 2014 ingick församlingen i Folkungabygdens pastorat. Församlingen utvidgades och namnändrades 1 januari 2018 till Vifolka församling.
Församlingskod var 058618.

## Kyrkoherdar
| Ämbetstid | Namn                    | Levnadstid | Övrigt                         |
| --------- | ----------------------- | ---------- | ------------------------------ |
| 1370      | Johannes                |            | Curatus.                       |
| 1385      | Heming                  |            |                                |
| 1517–1529 | Nicolaus Erici          |            | Curatus.                       |
| 1530–1560 | Laurentius Brask        | 1500–1560  | Kyrkoherde och kontraktsprost. |
| 1572–1605 | Petrus Olavi            | 1533–1605  | Kyrkoherde och kontraktsprost. |
| 1606–1628 | Nicolaus Erici Gothus   | 1564–1628  | Kyrkoherde och kontraktsprost. |
| 1629–1656 | Johannes Brask          | 1588–1656  | Kyrkoherde och kontraktsprost. |
| 1658–1678 | Johannes Olinus         | 1612–1678  | Kyrkoherde och kontraktsprost. |
| 1680–1700 | Jonas Fallerius         | 1644–1700  | Kyrkoherde och kontraktsprost. |
| 1702–1719 | Jonas Rydelius          | 1665–1719  |                                |
| 1720–1741 | Samuel Wigius           | 1678–1741  |                                |
| 1741-1743 | Nils Kremer             | 1681–1743  |                                |
| 1743–1781 | Carl Magnus Ekman       | 1712–1781  | Kyrkoherde och kontraktsprost. |
| 1784–1805 | Carl Gustaf Ekmansson   | 1744–1812  | Kyrkoherde och kontraktsprost. |
| 1806–1810 | Nils Fredrik Trolle     | 1755–1810  |                                |
| 1812–1822 | Johan Erik Blohm        | 1757–1822  |                                |
| 1824–1840 | Jonas Strömvall         | 1769–1840  |                                |
| 1842–1858 | Carl Abraham Grevillius | 1781–1858  |                                |
| 1861–1887 | Anders Gustaf Gylling   | 1807–1887  |                                |
| 1891–1929 | August Wilhelm Brolin   | 1850–1931  |                                |
| 1930–1958 | Magnus Liljedorff       | 1894–1958  | Kyrkoherde och kontraktsprost. |
| 1958–1975 | Carl Erik Svenstedt     | 1908–1997  | Kyrkoherde och kontraktsprost. |
| 1975–1997 | Birger Östling          | 1932–2021  | Kontraktsprost.                |
| 1997–1999 | Karin Sjöqvist Wernberg | 1950–      |                                |
| 2000–2013 | Robert Carlin           | 1948–      |                                |

## Klockare och organister[11]
| Ämbetstid | Namn                        | Levnadstid | Kommentarer           |
| --------- | --------------------------- | ---------- | --------------------- |
| 1661      | Anders Carlsson             | –1725      |                       |
|           | Nils Thyrsson               | 1636–1706  |                       |
| 1699      | Per                         |            | Organist              |
| 1702–1711 | Petter Stegberg             |            | Organist              |
| 1703–1719 | Per Nilsson                 | 1673–      | Klockare              |
| 1715      | Johan                       |            | Organist              |
| 1721–1725 | Anders Carlsson             | –1725      | Klockare              |
| 1725–1739 | Gustaf Lagergren (organist) | 1707–1767  | Organist och klockare |
| 1740–1743 | Olof Wiman                  | 1713–1743  | Organist och klockare |
| 1744–1746 | Jacob Aschling              | 1724–      | Organist och klockare |
| 1748–1764 | Peter Gisberg               | 1725–1764  | Organist och klockare |
| 1765–1797 | Nils Luthander              | 1735–1812  |                       |
| 1797–1831 | Bengt Sandahl               | 1774–1831  |                       |
| 1833–1887 | Samuel Petersson            | 1809–1887  |                       |
| –1887     | Karl Arvid Törnvall         | 1861–1930  |                       |
| 1887–1926 | Henning Asklöf              | 1865–1947  |                       |
| 1926–1954 | Holger Nilsson              | 1905–1964  |                       |